# San Andrés Huaxpaltepec
San Andrés Huaxpaltepec è un comune del Messico, situato nello stato di Oaxaca.